# Synegia subomissa
Synegia subomissa är en fjärilsart som beskrevs av Eugen Wehrli 1939. Synegia subomissa ingår i släktet Synegia och familjen mätare. Inga underarter finns listade i Catalogue of Life.